# 1704 en littérature
| Années de la littérature : 1701 - 1702 - 1703 - 1704 - 1705 - 1706 - 1707    |
| Décennies de la littérature : 1670 - 1680 - 1690 - 1700 - 1710 - 1720 - 1730 |

Cet article présente les faits marquants de l'année 1704 en littérature.

## Événements
- 19 février : première publication de la Weekly Review, journal animé par Daniel Defoe (fin le 11 juin 1713), alors emprisonné pour la publication d’un pamphlet contre l'Église d'Angleterre[1].
- 24 avril : première publication de The Boston News-Letter[2].
- 17 octobre : en France, un arrêt du conseil privé ordonne aux libraires, imprimeurs et graveurs de remettre au syndic huit exemplaires de chaque livre, feuille et estampe, dont deux devront être remis à la Bibliothèque du roi[3].

- Le philosophe Gottfried Wilhelm Leibniz termine les Nouveaux Essais sur l’entendement humain, rédigés en français en réponse aux Essai sur l'entendement humain de John Locke. Suite au décès de Locke, ils ne sont publiés qu'en 1765[4].

## Parutions
- 17 juillet  : Daniel Defoe, The Storm, London, G. Sawbridge, 1704 (présentation en ligne), un recueil de témoignages sur la grande tempête de 1703.

- Premier volume du Lexicon Technicum, de John Harris considéré comme la première encyclopédie moderne en anglais[5].
- Première édition en trois volumes du Dictionnaire universel françois et latin à Trévoux, chez Étienne Ganeau, dit Dictionnaire de Trévoux[6].
- Louis-Armand de Lom d'Arce, Suite du voyage, de l’Amérique : Dialogue de Monsieur le baron de La Hontan et d’un sauvage dans l’Amérique, Amsterdam, Veuve de Boeteman, 1704 (présentation en ligne). Le texte de Lahontan participe à la création du mythe du bon sauvage.
- Madame J.-M. B. de La Mothe Guyon, Opuscules spirituels, Cologne, Jean de La Pierre, 1704 (présentation en ligne), publié par Pierre Poiret.
- Antoine Galland traduit Les Mille et Une Nuits en français publiés en 12 volumes à Paris chez la veuve Claude Barbin et Florentin Delaulne de 1704 à 1717[7].
- Jonathan Swift, A Tale of a Tub : « Le conte du tonneau », London, John Nutt, 1704 (présentation en ligne)
- George Psalmanaazaar, An Historical and Geographical Description of Formosa an Island Subject to the Emperor of Japan, London, Dan. Brown, 1704 (présentation en ligne) (« Description historique et géographique de l'île de Formose » ), une imposture.

## Décès
- 12 avril : Bossuet, homme d'Église, prédicateur et écrivain français (° 27 septembre 1627).
- 21 octobre : Maria Antonia Scalera-Stellini, poétesse italienne, membre de l'Académie d'Arcadie (° 1634).
- 28 octobre : John Locke, philosophe anglais (° 1632).